# Karin Dedler
Karin Dedler-Feigele (* 2. Februar 1963 in Dietmannsried) ist eine ehemalige deutsche Skirennläuferin. Ihre besten Resultate erzielte sie in den schnellen Disziplinen Abfahrt und Super-G. Dedler gewann bei den Weltmeisterschaften 1989 die Bronzemedaille in der Abfahrt, wurde zweifache Deutsche Meisterin und erreichte drei Podestplätze im Skiweltcup.

## Biografie
Dedler begann nach ihrem Abitur ein Sportstudium an der Universität München. Die ersten Punkte im Skiweltcup holte sie am 8. Dezember 1984 im Super-G von Davos, wo sie den achten Platz belegte. Zu Saisonende kam sie in der Kombination von Arosa ebenfalls auf Rang acht. Im nächsten Winter war ihr bestes Resultat der neunte Rang im Super-G von Vail. 
Bei ihrem ersten Großereignis, den Weltmeisterschaften 1987 in Crans-Montana belegte Dedler den zwölften Platz in der Abfahrt und Rang 13 in der Kombination. Am Ende des Winters erzielte sie mit Rang sechs in der Abfahrt von Vail ihr bestes Saisonergebnis im Weltcup. Im Winter 1987/88 war ebenfalls ein sechster Platz im Super-G von Leukerbad ihr bestes Resultat. Bei den Olympischen Winterspielen 1988 in Calgary startete sie nur in der Kombination und belegte Platz 14. Überraschend gute Resultate gelangen ihr ein Jahr später bei den Weltmeisterschaften 1989 in Vail. Sie gewann hinter der Schweizerin Maria Walliser und mit nur einer Hundertstelsekunde Rückstand auf die zweitplatzierte Kanadierin Karen Percy die Bronzemedaille in der Abfahrt und kam im Riesenslalom als beste Deutsche auf Platz fünf. Den Super-G beendete sie an elfter Stelle.
In der Saison 1989/90 gelangen Dedler auch im Weltcup ihre ersten Podestplätze. In den Abfahrten von Haus im Ennstal am 13. Januar und Veysonnaz am 4. Februar belegte sie jeweils den dritten Platz. Damit erreichte sie den siebenten Rang im Abfahrtsweltcup. Mit mehreren Top-Ten-Platzierungen im Super-G kam sie in dieser Disziplin auf den neunten Platz und im Gesamtweltcup auf Rang elf. Im Winter 1990/91 erreichte die Deutsche ihr bestes Weltcupresultat überhaupt: Hinter der Französin Carole Merle wurde sie am 9. Februar 1991 Zweite im Super-G von Garmisch-Partenkirchen. Elf Tage zuvor belegte sie bei den Weltmeisterschaften in Saalbach-Hinterglemm Rang 13 im Super-G. In anderen Disziplinen war sie nicht am Start. Im Super-G-Weltcup erreichte Dedler punktegleich mit ihrer Teamkollegin Katja Seizinger den vierten Platz. Bei den Deutschen Meisterschaften gewann sie die Abfahrt und den Super-G.
In der folgenden Saison 1991/92 bestritt Dedler ihre letzten Weltcuprennen. Die besten Resultate waren der fünfte Platz in der Abfahrt von Schruns und Rang sechs in der Abfahrt von Serre Chevalier. Nach den Olympischen Spielen 1992 beendete sie ihre Karriere.

## Erfolge

### Olympische Winterspiele
- Calgary 1988: 14. Kombination

### Weltmeisterschaften
- Crans-Montana 1987: 12. Abfahrt, 13. Kombination
- Vail 1989: 3. Abfahrt, 5. Riesenslalom, 11. Super-G
- Saalbach-Hinterglemm 1991: 13. Super-G

### Weltcup
- Drei Podestplätze, weitere 26 Mal unter den besten zehn

### Deutsche Meisterschaften
- Deutsche Meisterin in der Abfahrt und im Super-G 1991